# Питърсфилд
Питърсфилд (на английски: Petersfield) е град в графство Хампшър, южна Англия. Населението му е около 15 000 души (2011).
Разположен е на 71 метра надморска височина в Хампшърския басейн, на 24 километра североизточно от Портсмът и на 80 километра югозападно от центъра на Лондон. Селището е основано през XII век от графа на Глостър и получава градска харта през 1198 година.

## Известни личности
Родени в Питърсфилд
- Калъм Чембърс (р. 1995), футболист

Починали в Питърсфилд
- Робърт Болт (1924 – 1995), сценарист и драматург